# 李氏棘胎鳚
李氏棘胎鳚（學名：Acanthemblemaria rivasi），為輻鰭魚綱鳚形目煙管鳚科棘胎鳚屬的一種，分布於西大西洋哥斯大黎加及哥倫比亞外海海域，深度1至2公尺，本魚體延長、頭短鈍，鼻孔及眼睛上方有分支觸鬚，口腔頂部側面有兩排發育良好的牙齒，頭部和身體上部呈綠褐色，虹膜鮮紅色，內側有一圈白色環，頭部棕色，鼻子和嘴呈白色，臉部和頸背上有幾個小藍點，眼睛下方有一條白色條紋，沿臉頰到鰓蓋邊緣，身體有3排黑點，每排5-10個，背鰭硬棘11枚、背鰭軟條25枚，體長可達3公分，棲息在水淺的珊瑚礁或石灰岩礁，通常躲在蠕蟲空巢穴，以浮游動物為食，雌魚產附著性卵，由雄魚守護魚卵，生活習性不明。